# Паул Доґґер
Паул Доґґер (нід. Paul Dogger; нар. 4 липня 1971) — колишній нідерландський тенісист.
Найвищу одиночну позицію світового рейтингу — 191 місце досяг 1 серпня 1988, парну — 493 місце — 17 жовтня 1988 року.

## Титули на челленджерах

### Одиночний розряд: (1)
| Ранг | Рік  | Турнір            | Покриття | Суперник      | Рахунок       |
| ---- | ---- | ----------------- | -------- | ------------- | ------------- |
| 1.   | 1988 | Порту, Португалія | Ґрунт    | Міхіл Схаперс | 6–2, 3–6, 6–3 |